# Nils Bergsten (ämbetsman)
Nils Emanuel Bergsten, född 12 februari 1873 i Kristinehamn, död 9 juni 1973 i Västerleds församling , Stockholms län, var en svensk socialstatistiker och ämbetsman.
Bergsten blev filosofie doktor i Uppsala 1906, förste aktuarie i kommerskollegium 1908 och därefter byråchef i Socialstyrelsen från 1912 (för byrån för allmän socialstatistik med mera). Från 1920 var han generaldirektörens ställföreträdare. Bergsten arbetade med utvecklandet av den pris- och budgetstatistik, som kom att ligga till grund för prisindexberäkningarna i Sverige. Han är gravsatt på Bromma kyrkogård.